# Comité administratif de Mangya
Le comité administratif de Mangya (茫崖行政委员会 ; pinyin : Mángyá Xíngzhèng Wěiyuánhuì) est une subdivision de la province du Qinghai en Chine. Bien que ce ne soit pas un organe administratif normal de gouvernement local, il fonctionne néanmoins comme tel. Il est placé sous la juridiction de la préfecture autonome mongole et tibétaine de Haixi.